# 683 v.Chr.
Het jaar 683 v.Chr. is een jaartal volgens de christelijke jaartelling.

## Gebeurtenissen

### Europa
- Koning Kimarcus (683 - 663 v.Chr.) volgt zijn neef Jago op als heerser van Brittannië.

### Griekenland
- De ambtstermijn van Eryxias als archont van Athene loopt ten einde. De "Raad van Vijfhonderd" besluit de duur van het ambt tot één jaar te beperken.